# ألكسندر ماليتشي
ألكسندر ماليتشي (4 سبتمبر 1901 – 1 سبتمبر 1939) هو مبارز بالسيف بولندي راحل، مثّل بلاده في الألعاب الأولمبية الصيفية 1928.

## روابط خارجية
ألكسندر ماليتشي على موقع اللجنة الأولمبية الدولية (الإنجليزية)
- ألكسندر ماليتشي على موقع أوليمبيديا (الإنجليزية)
- ألكسندر ماليتشي على موقع اللجنة الأولمبية البولندية (مؤرشف) (البولندية)